# سیارک ۲۰۷۸۲
سیارک ۲۰۷۸۲ (به انگلیسی: 20782 Markcroce، نامگذاری:2000RZ52) بیست هزار و هفتصد و هشتاد و دومین سیارک کشف شده‌است که در ۴ سپتامبر ۲۰۰۰ کشف شد.
قدر مطلق سیارک برابر ۱۴.۸ است.